# Andrejew-Nunatakker
Die Andrejew-Nunatakker (russisch Андреева нунатаки Andrejewa nunataki) sind eine Gruppe von Nunatakkern im ostantarktischen Königin-Maud-Land. Sie ragen östlich des Sembberget im südlichen Teil der Maudheimvidda auf.
Russische Wissenschaftler benannten sie.